# Näveån

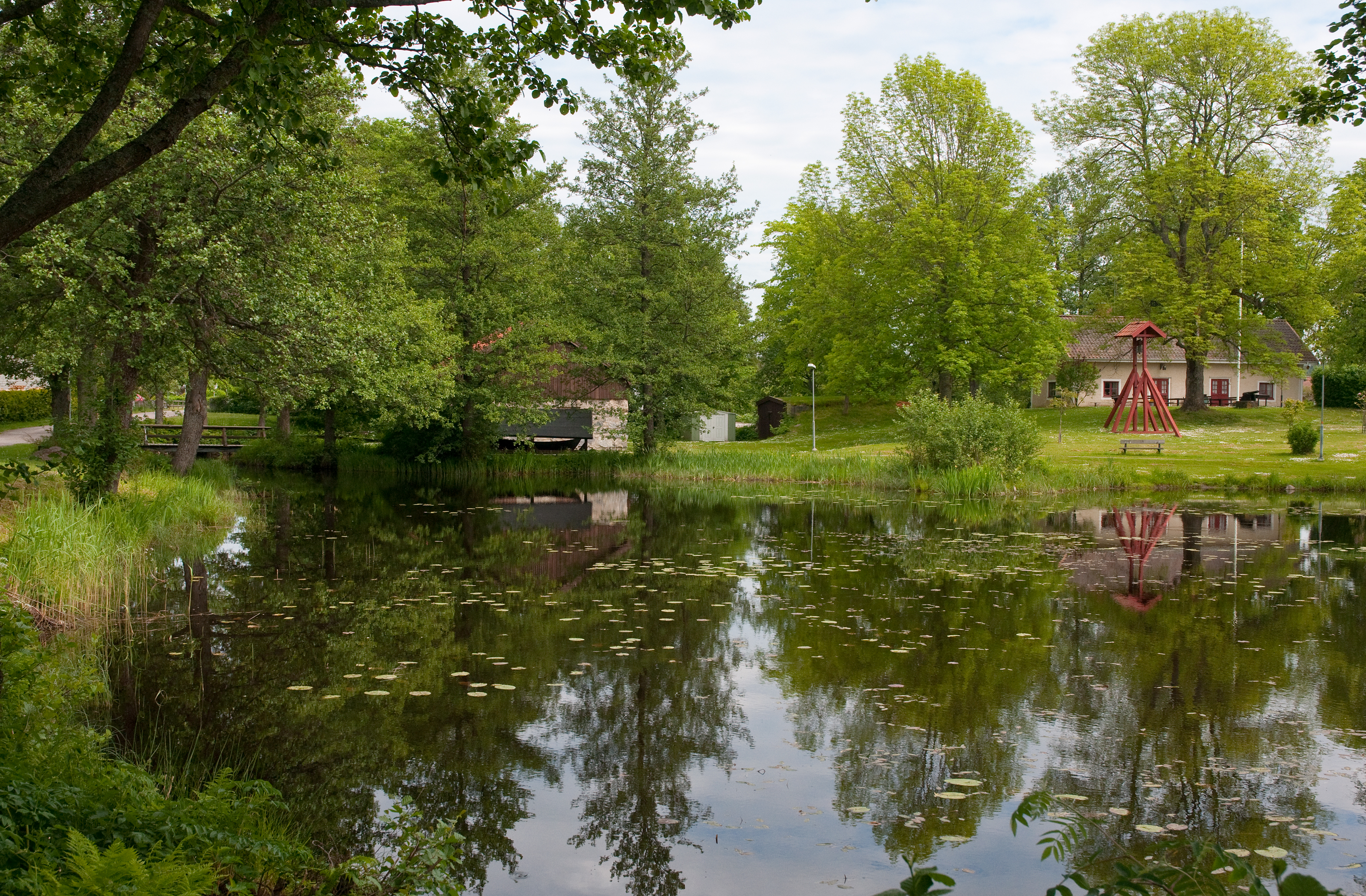
Näveån i samhället Nävekvarn

Näveån är ett vattendrag som mynnar i Bråviken vid samhället Nävekvarn i Nyköpings kommun. Ån rinner från Nävsjön (65 m ö.h.) och är 11 km lång, inklusive källflöden. Avrinningsområdet är 38 km², varav över 90% skogsmark. Ett flertal dammar har anlagts för kraftuttag, bland annat vid Nävekvarns bruk.